# Bilma (Departement)
Bilma [bilˈma] ist ein Departement in der Region Agadez in Niger.

## Geographie

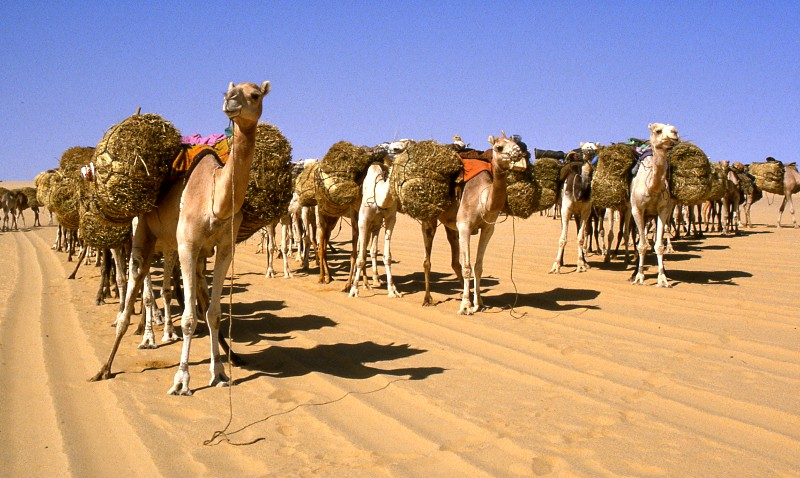
Salzkarawane zur Oase Bilma

Das Departement liegt im Nordosten des Landes an der Grenze zu Algerien, Libyen und Tschad. Es besteht aus der Stadtgemeinde Bilma und den Landgemeinden Dirkou, Djado und Fachi. Der namensgebende Hauptort des Departements ist Bilma. Das Departement Bilma bildet bei Wahlen zur Nationalversammlung einen von landesweit acht Sonderwahlkreisen. Während die regulären Wahlkreise, in denen jeweils eine bestimmte Anzahl an Abgeordneten gewählt wird, im Übrigen den acht Regionen Nigers entsprechen, wählen die Stimmberechtigten der Sonderwahlkreise jeweils einen eigenen Abgeordneten.

## Geschichte
Das Departement Bilma geht historisch auf den 1907 geschaffenen Kreis Bilma (cercle de Bilma) im französischen Militärterritorium Niger zurück. Nach der Unabhängigkeit Nigers im Jahr 1960 wurde das Staatsgebiet in 32 Bezirke (circonscriptions) aufgeteilt. Einer davon war der Bezirk Bilma. 1964 gliederte eine Verwaltungsreform Niger in sieben Departements, die Vorgänger der späteren Regionen, und 32 Arrondissements, die Vorgänger der späteren Departements. Im Zuge dessen wurde der Bezirk Bilma in das Arrondissement Bilma umgewandelt.
Im Jahr 1998 wurden die bisherigen Arrondissements Nigers in Departements umgewandelt, an deren Spitze jeweils ein vom Ministerrat ernannter Präfekt steht. Die Gliederung des Departements in Gemeinden besteht seit dem Jahr 2002. Zuvor bestand es aus dem städtischen Zentrum Bilma und den Kantonen Bilma, Djado, Fachi und Kawar.

## Bevölkerung
Das Departement Bilma hat gemäß der Volkszählung 2012 17.935 Einwohner. Bei der Volkszählung 2001 waren es 17.080 Einwohner, bei der Volkszählung 1988 8454 Einwohner und bei der Volkszählung 1977 7409 Einwohner.

## Verwaltung
An der Spitze des Departements steht ein Präfekt (französisch: préfet), der vom Ministerrat auf Vorschlag des Innenministers ernannt wird.
| Amtszeit                      | Name                                                                                  |
| ----------------------------- | ------------------------------------------------------------------------------------- |
| 23. Sep. 2004 – 12. Mär. 2009 | Ousseïni Ali Ambouram                                                                 |
| 12. Mär. 2009 – 3. Jun. 2011  | Maman Nour Malam Abdou (alias Mahamane Nour Malam Abdou, Mamane Nour Malam Abdou)     |
| 3. Jun. 2011 – 4. Dez. 2013   | Fougou Boukar                                                                         |
| 4. Dez. 2013 – 4. Jul. 2014   | Soumana Sirfi Wonkoye                                                                 |
| 4. Jul. 2014 – 29. Jul. 2016  | Issoufou Issoufa                                                                      |
| 29. Jul. 2016 – 12. Jun. 2020 | Boudou Fatimi (alias Boudou Fatoumi)                                                  |
| 12. Jun. 2020 – 24. Aug. 2023 | Maman Laouali Bouro (alias Maman Aouali Bouro, Mamane Aouali Bouro, Aouly Brah Bouro) |
| seit 24. Aug. 2023            | Amadou Torda                                                                          |